# Международно летище Атина
Международно летище Атина „Елефтериос Венизелос“ (ATH/LGAV) е най-голямото летище в Гърция, облсужващо столицата на страната Атина, както и цялата област Атика.
Летището започва да оперира на 28 март 2001 година. Явява се хъб за гръцкия национален авопревозвач Aegean Airlines. През 2018 година се нарежда на 27-о място сред най-натоварените летища в Европа. Разположено е на 20 километра източно от центъра на Атина – край град Спата (в дем Спата).
Наименувано е на Елефтериос Венизелос – политик, бивш министър-председател на Гърция, който има значителен принос за развитието на гръцката авиация.

## История
След изчерпването на капацитета на летище Елиникон и невъзможността за намиране на нови идеи за уголемяване на летището, е започната процедура по проектиране на новия аеропорт – „Елефтериос Венизелос“. Множество локации са разгледани, но тази край квартала Спарта е избрана за най-подходяща. Формирана е компания Athens Airport SA, която е собственик-оператор на летището през 1978 година. Идеята за новото летище е протакана десетилетие до 1991 година, когато гръцкото правителство решава да обяви търг, на който да бъде избран участник, който да построи и управлява летището. Избрана е немска компания. Пет години по-късно е създадено дружеството Athens Airport SA като резултат от публично-частно партньорство с 30-годишно концесионно споразумение. Същата година започва изграждането на летище „Елефтериос Венизелос“ (1995). Първият кацнал полет е OA424 на Olympic Airways от Торонто, Канада. Първият излетял полет е на KLM до Летище Схипхол.
Летище „Елефтериос Венизелос“ разполага с две успоредни писти дълги съответно 4 и 3.8 км. Те са пригодени и за кацане на Еърбъс А380. 
По време на финансовата криза, пътникопотокът спада значително и много от презокеанските полети биват спрени, докато други стават сезонни. Кризата принуждава авиокомпания Olympic Airlines да прекрати дейност. Именно същата авиокомпания оперира дългите полети.
От 2014 година насам, летището бележи непрекъснат ръст на пътникопотока. Още същата година много от сезонните полети стават целогодишни, пуснати са над 10 нови дестинации и нови авиопревозвачи започват да оперират от летището. Авиокомпания Ryanair отваря своята база на аеропорта.

## Операции
Летището разполага с 2 терминала – главен и сателитен.
Главният терминал е изграден на три нива: заминаващи, пристигащи и ресторанти. На последното може да се наблюдава източната писта. Той е свързан със сателитния посредством подземна връзка – подвижна пътека. Главният терминал разполага със 144 гишета за регистрация, 14 пътнически ръкава, 11 багажни ленти. Главният терминал е разделен нда две зали: Зала А и Зала B. От първата се осъществяват всички извън-шенгенски и неевропейски полети, докато оит Зала B оперират шенгенските и вътрешни полети. Сателитният терминал е изграден на две нива: заминаващи и пристигащи. Капацитетът му е 6 млн. пътници годишно. От него оперират следните авиокомпании: Aer Lingus, Air Transat, Brussels Airlines, easyJet, Eurowings, Norwegian, Ryanair, Scoot, Transavia, Transavia France, TUIfly Belgium, Vueling.
От Летище Елефтериос Венизелос оперират 68 авиокомпании, от които 18 изпълянват сезонни и чартърни функции. Летището е добре свързано с европейските държави, сред които най-голям пътникопоток през 2018 година е генериран за: Лондон (Гетуик, Станстед и Хийтроу), Ларнака, Рим (Фиумичино и Чампино), Истанбул (Ататюрк и „Сабиха Гьокчен") и Париж (Орли и Шарл де Гол).
Летището е свързано и с Азия, в частност Бахрейн, Тел Авив, Аман, Доха, Пекин, Шанхай, Бейрут, Абу Даби, Дубай, Мускат, Джида, Сингапур, Сеул.
Сезонни полети се изпълняват и до САЩ и Канада.
От летище Атина полети се изпълняват и до Африка: Етиопия и Мароко.
През 2018 година националният превозвач на Гърция – Aegean Airlines е превозил над 47% от пътниците според Eurostat. Следван от Ryanair с малко над 10% пазарен дял.
От Летище Атина се изпълняват редовни полети до летище София посредством 3 авиокомпании: Aegean Airlines, Bulgaria Air и Ryanair.